# Persenet
Persenet (Personet, Per-sent) est une ancienne reine consort égyptienne de la IVe dynastie. Elle était peut-être une fille du roi Khéops et une épouse du roi Khéphren. Elle est surtout connue avec sa tombe à Gizeh (G 8156). 

## Biographie
Selon Grajetzki, l'ensemble complet des titres de Persenet était : grand de sceptre (wr.t-ḥts), épouse bien-aimée du roi (ḥm.t-nỉswt mrỉỉt = f) et fille du roi de son corps (sat-niswt-nt-xtf). La position de sa tombe suggère qu'elle était l'épouse du roi Khéphren et peut-être une fille de Khéops. Persenet est peut-être la mère du vizir Nikaurê.

## Tombe

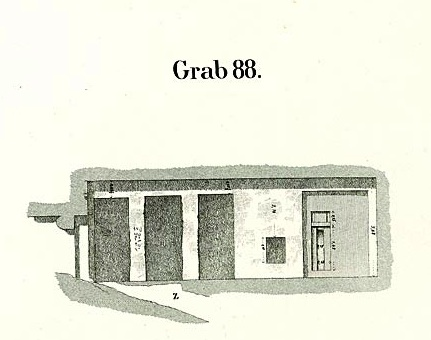
Coupe transversale de la tombe de la reine Persenet. (Lepsius)

Le tombeau de Persenet est le LG 88 à Gizeh suivant la numérotation introduite par Lepsius.
Il porte également la désignation G 8156. Le tombeau, qui fait partie de la nécropole de Gizeh, est un mastaba taillé dans la roche.  
Le tombeau de Persenet est adjacent à celui de Nikaurê et a probablement été construit en même temps. Le tombeau de Persenet peut être traversé par une entrée dans le mur sud ou une entrée dans le mur est qui se connecte au tombeau de Nikaurê. La chambre est en forme de L et contient deux piliers. Il n'y a pas de décorations sur les murs mais les piliers sont inscrits. 